# Настоящие уховёртки
Настоящие уховёртки (лат. Forficulidae) — семейство уховёрток, включающее около 500 видов.

## Распространение
Всесветное, кроме Антарктиды. Наибольшее разнообразие семейство достигает в восточной Азии.

## Описание
Длина, как правило, 10—15 мм (до 3 см). Усики с 10—15 цилиндрическими члениками. Живут обычно скрытно в трещинах, цветах, под камнями и корой.

## Классификация
Ранее к этому семейству относили почти всех представителей отряда Кожистокрылых. В современном объеме таксон включает 65 родов и 490 видов (Steinmann, 1993). В Европе около 62 видов.
- Allodahlinae Verhoeff, 1902
  - Род Allodahlia Verhoeff, 1902
  - Род Eulithinus Hincks, 1935
    - Eulithinus analis  (Rambur, 1838)
    - Eulithinus montanus  (Steinmann, 1981)

- Anechurinae Burr, 1907
  - Род Anechura Scudder, 1876
  - Род Apterygida
  - Род Chelidura
    - Chelidura acanthopygia (Gene, 1832)

- Forficulinae Stephens, 1829
  - Род Forficula Linnaeus, 1758
    - Forficula abrutiana Borelli, 1916
    - Forficula aetolica Brunner, 1882
    - Forficula apennina Costa, 1881
    - Уховёртка обыкновенная (Forficula auricularia Linnaeus, 1758)
    - Forficula decipiens Gene, 1832

  - Род Guanchia
  - Род Perirrhytus
  - Род Pseudochelidura